# 산 카를로 보로메오 병원
산 카를로 보로메오 병원(이탈리아어: Ospedale San Carlo Borromeo)은 밀라노의 7구에 위치한 병원으로, 2016년부터 밀라노의 산 파올로 병원과 함께 "ASST 성 바울로와 가롤로"(이탈리아어: ASST Santi Paolo e Carlo)에 행정적으로 포함되었다.

## 같이 보기
- 밀라노 대학교 국제 의과 대학
- 사도 바울로
- 가롤로 보로메오
- 밀라노 7구